# Rana tytleri
Hylarana tytleri là một loài ếch trong họ Ranidae.
Nó được tìm thấy ở Bangladesh, Ấn Độ, Nepal, có thể ở cả Bhutan và Myanmar.
Các môi trường sống tự nhiên của chúng là các khu rừng ẩm ướt đất thấp nhiệt đới hoặc cận nhiệt đới, vùng đất ẩm có cây bụi nhiệt đới hoặc cận nhiệt đới, hồ nước ngọt, hồ nước ngọt có nước theo mùa, đầm nước ngọt, đầm nước ngọt có nước theo mùa, vùng nước cửa sông, và đất nông nghiệp có lụt theo mùa.